# Rue du Général-Largeau
La rue du Général-Largeau est une voie du 16e arrondissement de Paris, en France.

## Situation et accès
La rue du Général-Largeau est une voie publique située dans le 16e arrondissement de Paris. Elle débute au 17-21, rue des Perchamps et se termine au 65 ter-67, rue Jean-de-La-Fontaine.
Le quartier est desservi par les lignes 9 et 10 aux stations Église d’Auteuil et Michel-Ange - Auteuil et par la seule ligne 10 à la station Église d’Auteuil.

## Origine du nom
Elle porte le nom du général Victor Emmanuel Étienne Largeau (1867-1916), qui joua un rôle décisif dans la colonisation et la création du Tchad et qui fut tué devant Verdun.

## Historique
Cette voie, ouverte par un décret du 20 mars 1928, prend sa dénomination actuelle par un arrêté du 26 avril 1929.

## Bâtiments remarquables et lieux de mémoire
- Nos 2 et 4 : immeuble de huit étages à usage résidentiel comprenant 50 logements et ateliers d’artistes[1] de style Art déco réalisé par l’architecte Henri Sauvage, en 1929-1932[2], avec un habillage en céramique de l'entreprise Gentil & Bourdet sur toute la hauteur des façades et des ateliers donnant sur de grands bow-windows en hauteur. L'édifice, appelé  le Studio Building, est inscrit à l’Inventaire supplémentaire des monuments historiques en 1975. Sa façade a été ravalée en 1990[3]. L’entrée principale se trouve au 65, rue Jean-de-la-Fontaine.